# Fleischerobryum longicolle
Fleischerobryum longicolle är en bladmossart som beskrevs av Leopold Loeske 1910. Fleischerobryum longicolle ingår i släktet Fleischerobryum och familjen Bartramiaceae. Inga underarter finns listade i Catalogue of Life.